# Mömbris
Mömbris har siden 31. januar 1964 været en købstad i Landkreis Aschaffenburg i det bayerske Regierungsbezirk Unterfranken i Tyskland. Mömbris er den femtestørste kommune i landkreisen og omfatter 18 bydele, landsbyer og bebyggelser, på et areal af 35,92 km². Den største del af arealet er skove, enge og landbrugsområder som udgør 32,81 km². Kommunen ligger i en højde på mellem 165 m og 337 moh.

## Geografi
Mömbris ligger i Region Bayerischer Untermain i Kahlgrund halvvejs mellem Schöllkrippen og Alzenau ved foden af Vorspessart med det 437 moh. høje Hahnenkamm (Spessart). Bækken ach Kahl løber gennem Mömbris.

## Bydele, landsbyer og bebyggelser
| - Angelsberg - Brücken - Daxberg - Dörnsteinbach - Gunzenbach - Heimbach - Hemsbach - Hohl - Königshofen a.d.Kahl | - Mensengesäß - Molkenberg - Mömbris - Niedersteinbach - Rappach - Reichenbach - Rothengrund - Schimborn - Strötzbach |